# Plexaura edwardsi
Plexaura edwardsi is een zachte koraalsoort uit de familie Plexauridae. De koraalsoort komt uit het geslacht Plexaura. Plexaura edwardsi werd in 1921 voor het eerst wetenschappelijk beschreven door Moser. 